# Redonda
 (janvier 2018).
Si vous disposez d'ouvrages ou d'articles de référence ou si vous connaissez des sites web de qualité traitant du thème abordé ici, merci de compléter l'article en donnant les références utiles à sa vérifiabilité et en les liant à la section « Notes et références ».
Redonda est une île volcanique des Petites Antilles appartenant à l'État d'Antigua-et-Barbuda.

## Géographie
L'île est située à 56 km au sud-ouest d'Antigua, à 22,5 km au nord-ouest de Montserrat et à 32 km au sud-est de Niévès.

## Histoire
Christophe Colomb la découvre en novembre 1493, lors de son second voyage. Il ne débarque pas sur cette île qu’il baptise Santa María la Redonda.
Inhabitée, ses côtes abruptes empêchent tout accès – l’homme n'y abordera qu'en 1687.
Refuge des oiseaux marins, d'énormes quantités de déjections, riches en phosphates et en azote, se sont accumulées pendant des siècles. Malgré les conditions difficiles d'accès, les paysans de l’île voisine de Montserrat décident d’exploiter ce guano dès 1860. Quelques années plus tard, l'île produit de 3 000 à 7 000 tonnes de phosphate par an.
L'île est achetée en 1865 par Matthew Dowdy Shiell (1824-1888), un notable de Montserrat.
Sous le règne de la reine Victoria, le gouvernement du Royaume-Uni, dirigé par William Gladstone, annexe l’île à la colonie d’Antigua en 1872 pour évincer les États-Unis qui avaient des vues sur l’exploitation du phosphate. 
Le propriétaire de Redonda demande le titre de roi pour son fils venant de naître. La requête est acceptée en 1880 à la condition que ce royaume soit sans substance et n’entrave d’aucune façon les intérêts britanniques. Aucun droit de succession, héréditaire ou non, n'est rattaché à ce titre et accordé par le gouvernement britannique. Matthew Phipps Shiell (1865-1947) devient le roi Felipe Ier du royaume de Redonda, officiellement le seul et le dernier.
L'exploitation du phosphate prend fin avec le déclenchement de la Première Guerre mondiale et l'île redevient déserte.
En 1967, Redonda devient une dépendance de l'archipel d'Antigua-et-Barbuda, qui devient un État indépendant le 1er novembre 1981, membre du Commonwealth. 
Le titre royal de Redonda continue d'être revendiqué par divers prétendants sur fond de disputes sur la succession au trône de cette micronation[réf. nécessaire].

## Science
Des scientifiques de l'observatoire volcanologique de Montserrat visitent régulièrement l'île à bord  d'un hélicoptère ; ils utilisent Redonda comme une base d'observation GPS utile pour la surveillance des déformations du volcan actif de la Soufrière, à Montserrat.